# Chryasus
Chryasus är ett släkte av skalbaggar. Chryasus ingår i familjen vivlar.
Kladogram enligt Catalogue of Life:
| Chryasus | \| \| Chryasus cavernosus \| \| \| \| \| \| Chryasus plagiatus \| \| \| \| |
|          | \| \| Chryasus cavernosus \| \| \| \| \| \| Chryasus plagiatus \| \| \| \| |
|          | Chryasus cavernosus                                                        |
|          |                                                                            |
|          | Chryasus plagiatus                                                         |
|          |                                                                            |